# 马里诺·瓦涅蒂
马里诺·瓦涅蒂（義大利語：Marino Vagnetti，1924年2月11日—），圣马力诺政治人物，曾于1971年10月1日至1972年4月1日及1989年4月1日至1989年10月1日两度担任圣马力诺执政官。